# Surrein (Tujetsch)
Surrein ist ein Weiler der Schweizer Gemeinde Tujetsch im Kanton Graubünden.
Surrein liegt südlich von Sedrun an der rechten Seite des Vorderrheins, am Eingang des Val Nalps.
Der heilige Antonius von Padua ist der Patron der Kapelle, welche im Jahr 1927 an ihren heutigen Standort verlegt wurde.

## Fussnoten
1. ↑  Placidus a Spescha: Beschreibung der Val Tujetsch. Chronos, Zürich 2009, S. 363 (Beschreibung des Tawätscherthals. Manuskript, 1806).
2. ↑  fracziuns auf tujetsch.ch

Koordinaten: 46° 40′ N, 8° 47′ O; CH1903: 702735 / 170174